# Bandera de Queralbs
La bandera oficial de Queralbs té la següent descripció:
Bandera apaïsada, de proporcions dos d'alt per tres de llarg, verda, amb dos pals centrals juxtaposats, el primer blanc i el segon ataronjat, cadascun de gruix 1/9 de la llargària del drap; al centre de cada costat del camp un roc heràldic blanc d'alçada 1/3 de la del drap i de la mateixa amplada.
Va ser aprovada el 12 de juliol de 2006 i publicada en el DOGC l'11 d'agost del mateix any amb el número 4696.